# Roseburg (Oregon)
Roseburg é uma cidade localizada no estado norte-americano de Oregon, no Condado de Douglas.

## Demografia
Segundo o censo norte-americano de 2000, a sua população era de 20.017 habitantes.
Em 2006, foi estimada uma população de 20.991, um aumento de 974 (4.9%).

## Geografia
De acordo com o United States Census Bureau tem uma área de
24,4 km², dos quais 23,9 km² cobertos por terra e 0,5 km² cobertos por água.

## Localidades na vizinhança
O diagrama seguinte representa as localidades num raio de 24 km ao redor de Roseburg.